# Erhard Reuwich

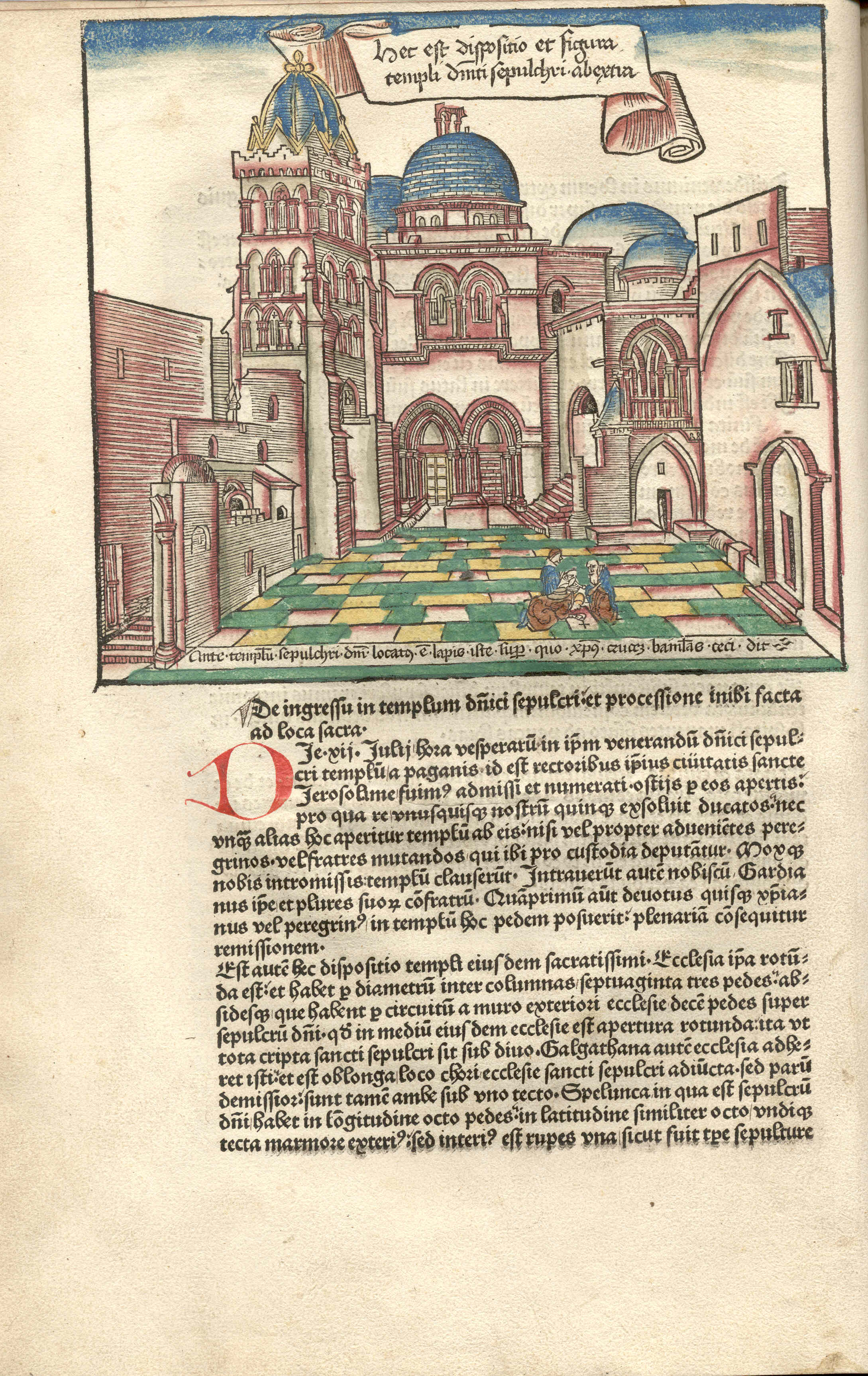
Handgekleurd houtsnijwerk van Erhard Reuwich van de ingang van de kerk van de Heilige Sepulchure in Jeruzalem

Erhard Reuwich (Reeuwijk) was een Nederlands kunstenaar van houtsnijwerk, drukker en cartograaf. Hij kwam uit Utrecht maar hij werkte in Mainz. De datum en exacte plaats van geboorte zijn onbekend. Bekend is wel dat hij actief was in de jaren 1480. Hij reisde op een pelgrimstocht naar Jeruzalem, wat aanleiding was voor zijn beroemdste werk. Er wordt gezegd dat hij de meester van het Huisboek is, maar dat is niet algemeen geaccepteerd.

## Pelgrimstocht naar heilige bodem
De Peregrinatio in terram sanctam of Sanctae Peregrinationes van Bernhard van Breydenbach, een wiegendrukweergave van een pelgrimstocht naar Jeruzalem en is gepubliceerd in 1486 met illustraties getekend door Reuwich. Breydenbach was een rijke domheer van de Dom van Mainz die de pelgrimstocht maakte in 1483-1484 en nam, zoals het boek uitlegt: "Erhard Reuwich van Utrecht, een 'getalenteerd kunstenaar' mee, om tekeningen van de bezienswaardigheden te maken." Breydenbach werd kort na zijn terugkeer diaken van de kathedraal. De groep bestond verder uit nog twee vrienden: een ridder en een kok. Veel onderzoekers geloven dat de tekst eigenlijk bedoeld was "alsof het verteld was" aan een Duitse monnik die de reis niet meegemaakt had.
De tocht duurde van april 1483 tot januari 1484 en ging via Venetië, waar men drie weken verbleef. Daarna vertrok men per schip naar Korfoe, Methone en Rodos – allemaal nog bezit van het toenmalige Venetië. Na Jeruzalem en Bethlehem en andere plaatsen in het Heilige Land, gingen ze naar de Sinaïberg en Caïro. Van daar gingen ze met een boot de Nijl af naar Rosetta en vervolgens terug naar Venetië.
Het is hoogst ongebruikelijk voor een tekenaar van deze tijd om vermeld te worden. Er is een grote kans dat Reuwich ook de drukker was. Het boek vertelt eveneens dat hij de eerste editie drukte (in Latijn) in zijn huis in Mainz.
Dit zijn alle biografische gegevens die van Reuwich tot op heden bekend zijn. Vermoed wordt dat hij ook houtsnijwerk met andere illustraties van planten ontwierp voor een kruidenboek die in Mainz in 1485 is gedrukt. In december 1486 wordt er geschreven over een Meester Erhard von Mainz die de gebrandschilderde raamlijsten in de Amtskellerei in Amorbach in Beieren installeerde; dit zou Erhard Reuwich geweest kunnen zijn.

## Innovaties
De Sanctae Peregrinationes of Peregrinatio in terram sanctam waren de eerste geïllustreerde reisboeken en markeerden een stap vooruit in boekillustratie in het algemeen. Het besteedt aandacht aan vijf grote uitvouwbare houtsnijwerken: de eersten die ooit in het Westen zijn gezien, inclusief een spectaculair stuk houtsnijwerk van 16 meter bij 3 meter met een panoramisch beeld van Venetië. Het boek bevat ook een kaart met drie vlakken van Palestina en Egypte en een beeld van Jeruzalem in het midden en panorama's van vijf andere steden: Iraklion, Methone, Rodos, Korfoe en Parenzo. Er waren ook studies van kostuums uit het Nabije Oosten en een Arabisch alfabet – eveneens de eersten in hun soort die gedrukt zijn Er zijn beeltenissen gemaakt van dieren, waaronder een krokodil, kameel en eenhoorn
De colofon van het boek is een levendig wapen van de aartsbisschop van Mainz, met de eerste kruisarcering in houtsnijwerk.

## Bestseller
Het boek was een bestseller en werd dertien keer herdrukt gedurende de drie volgende decennia; de originele illustratieblokken werden verzonden naar drukkers in Lyon, Speyer en Zaragoza. De eerste editie werd in het Duits gepubliceerd en binnen een jaar één in het Latijn. Het werd ook vertaald naar het Frans, Vlaamsonduidelijk uit de Engelse vertaling of hier het Nederlands bedoeld wordt, en Spaans, vóór het jaar 1500. Er zijn ook tekstedities en verschillende verkorte edities gepubliceerd.
De illustraties werden later aangepast door Michael Wolgemut voor de Neurenberger Kronieken van 1493 en veel gekopieerd door verschillende drukkers.

## Meester van het Huisboek
Voor het eerst in 1937 is er gesuggereerd dat Reuwich moet worden geïdentificeerd als de Meester van het Huisboek, als schilder en graveur met droge naald: de eerste kunstenaar die deze techniek gebruikte. Zijn gelijkstelling met de Meester van het Huisboek wordt niet algemeen geaccepteerd, hoewel A. Hyatt Mayor het mogelijk acht. Ook andere kunstenaars zijn genoemd als makers van het Huisboek.

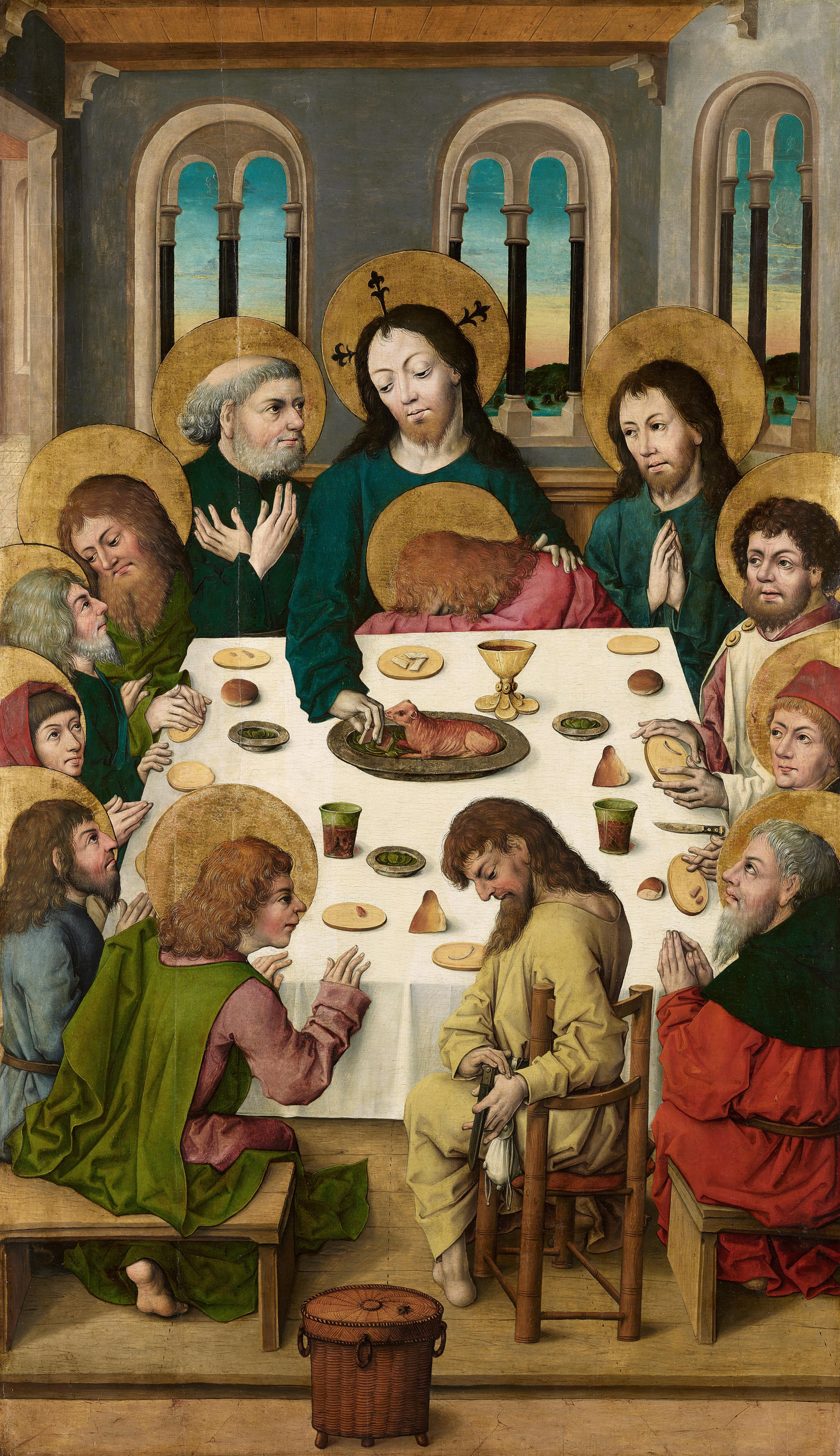
Huisboek: Laatste Avondmaal
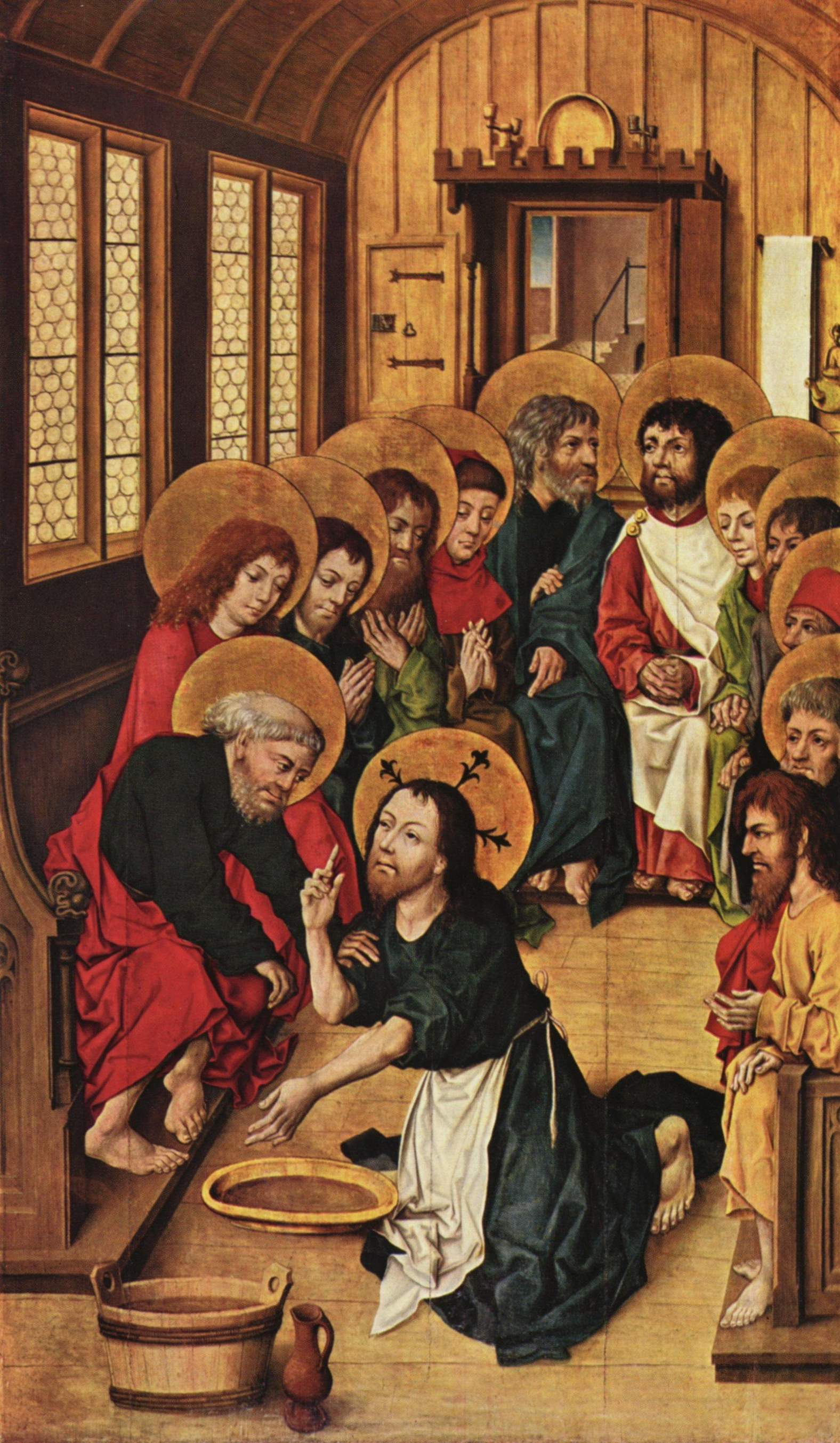
Huisboek: Voetwassing
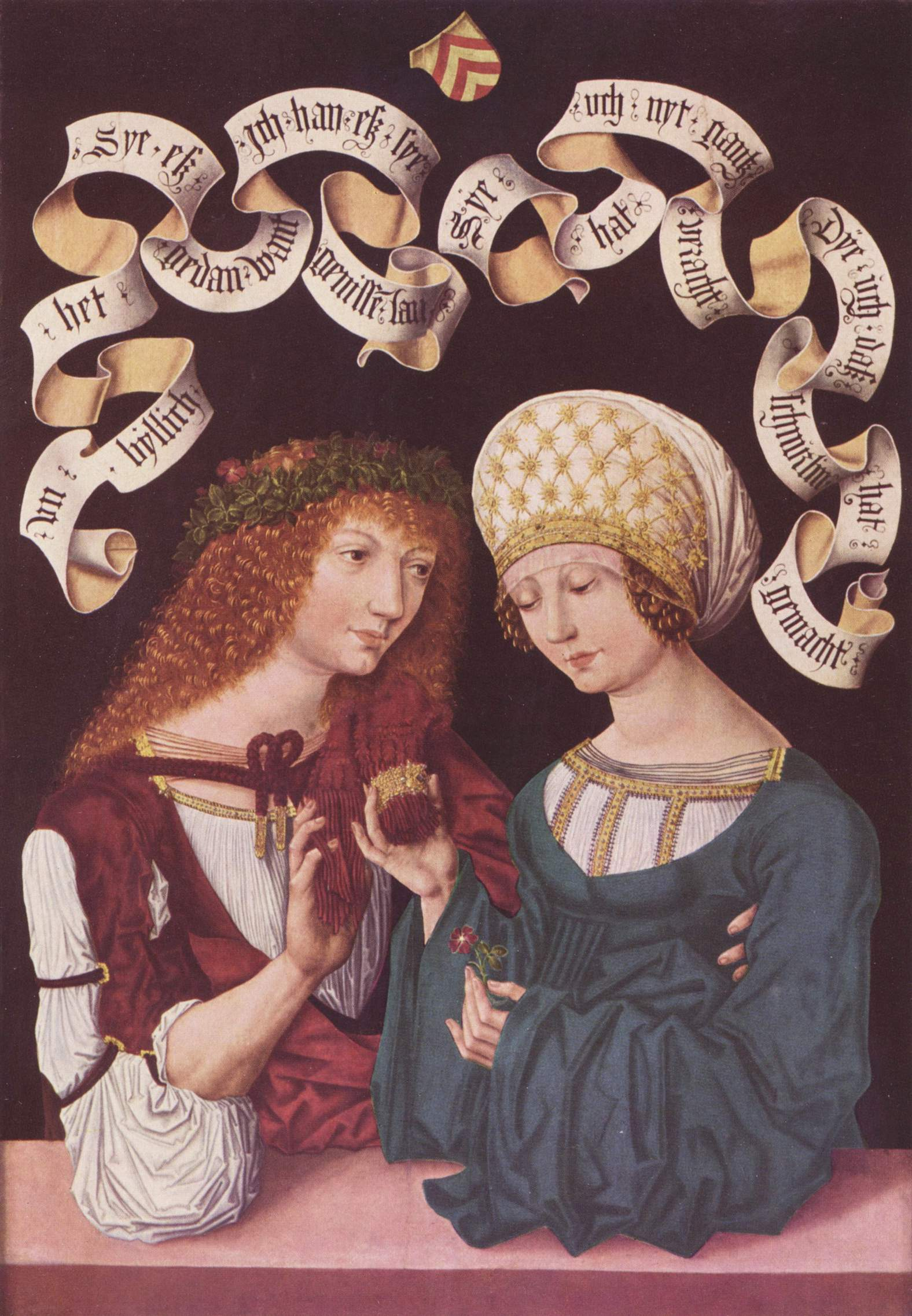
Huisboek: Geliefden

- Biblioteca Nacional de España: XX1308017
- Stuttgart Database of Scientific Illustrators 1450–1950: 6459
- Gemeinsame Normdatei: 11859897X
- International Standard Name Identifier: 0000 0000 9993 169X
- Library of Congress Control Number: nr96017010
- Nationale Bibliotheek van Tsjechië: ola2008452395
- Nationale Bibliotheek van Israël: 987007267030605171
- Nederlandse Thesaurus van Auteursnamen: 091506654
- RKD-Nederlands Instituut voor Kunstgeschiedenis: 65962
- Union List of Artist Names: 500009329
- Virtual International Authority File: 20473064
- WorldCat: E39PBJmdrK8mkcp77vq3W8FBT3